# Ольгин (провинция)
Ольги́н (исп. Holguín) — одна из провинций Кубы, расположенная на востоке острова. 

## География
Она граничит на северо-западе с Атлантическим океаном, а с других сторон с провинциями Лас-Тунас, Гранма, Сантьяго-де-Куба и Гуантанамо. Административный центр провинции — одноимённый город. До 1976 года входила в состав расформированной провинции Орьенте. У побережья находится островок Саэтия.
25 % территории провинции покрыто лесом.

## История
Предположительно на территории современной провинции Ольгин 27 октября 1492 года высадился на берег Христофор Колумб. На месте предполагаемой высадки установлен памятник.
Летом 1984 года здесь был введен в эксплуатацию сыродельный завод.

## Муниципалитеты
| №  | Муниципалитет                   | Площадь, км² | Население, чел. (2004) | Плотность населения, чел./км² |
| -- | ------------------------------- | ------------ | ---------------------- | ----------------------------- |
| 1  | Антилья                         | 104          | 12 222                 | 102,3                         |
| 2  | Багуанос                        | 806          | 52 854                 | 231,7                         |
| 3  | Банес                           | 781          | 81 274                 | 156,8                         |
| 4  | Какокум                         | 661          | 42 623                 | 129,7                         |
| 5  | Каликсто Гарсиа (муниципалитет) | 617          | 57 867                 | 64,9                          |
| 6  | Куэто (муниципалитет)           | 324          | 34 503                 | 88,4                          |
| 7  | Франк Пайс                      | 510          | 25 621                 | 48,7                          |
| 8  | Хибара                          | 630          | 72 810                 | 90,4                          |
| 9  | Ольгин                          | 660          | 326 740                | 125,2                         |
| 10 | Маяри                           | 1307         | 108 534                | 91,1                          |
| 11 | Моа                             | 730          | 71 079                 | 102,3                         |
| 12 | Рафаэль Фрейре                  | 620          | 50 080                 | 231,7                         |
| 13 | Сагуа-де-Танамо                 | 704          | 52 013                 | 156,8                         |
| 14 | Урбано Норис                    | 846          | 43 892                 | 129,7                         |
|    | Всего                           | 9300         | 1 032 112              | 110,98                        |

## Экономика
Основу экономики провинции составляет возделывание сахарного тростника и производство сахара. Выращиваются также кофе и кукуруза. Ведётся добыча полезных ископаемых. В провинции действуют несколько комбинатов чёрной и цветной металлургии, построенных при участии иностранного капитала. Относительно недавно начал развиваться туризм. На территории провинции расположены два национальных парка, Национальный парк имени Александра Гумбольдта и Сьерра Кристал.